# ザーボル郡

シスタン・バルチェスタン州におけるザーボル郡の位置（右上）

イランにおけるシスタン・バルチェスタン州の位置（右下のピンク色部分）

ザーボル郡（ザーボルぐん、ペルシア語: شهرستانزابل）は、イランの最南東部にあるシスタン・バルチェスタン州にある郡で、郡都はザーボルである。
2006年の国勢調査では、この郡の人口は67,778家族で317,357人であり、これは後に分割されてヒルマンド郡（Hirmand County）として独立した部分を含み、その部分を除くと53,101家族で244,103人であった。
ザーボル郡は、中央地区、シブアブ地区、ポシュトアブ地区の3つの地区にさらに分かれている。郡内には、ザーボル、ボンジャー、モハマダバード、アディミの4つの都市がある。

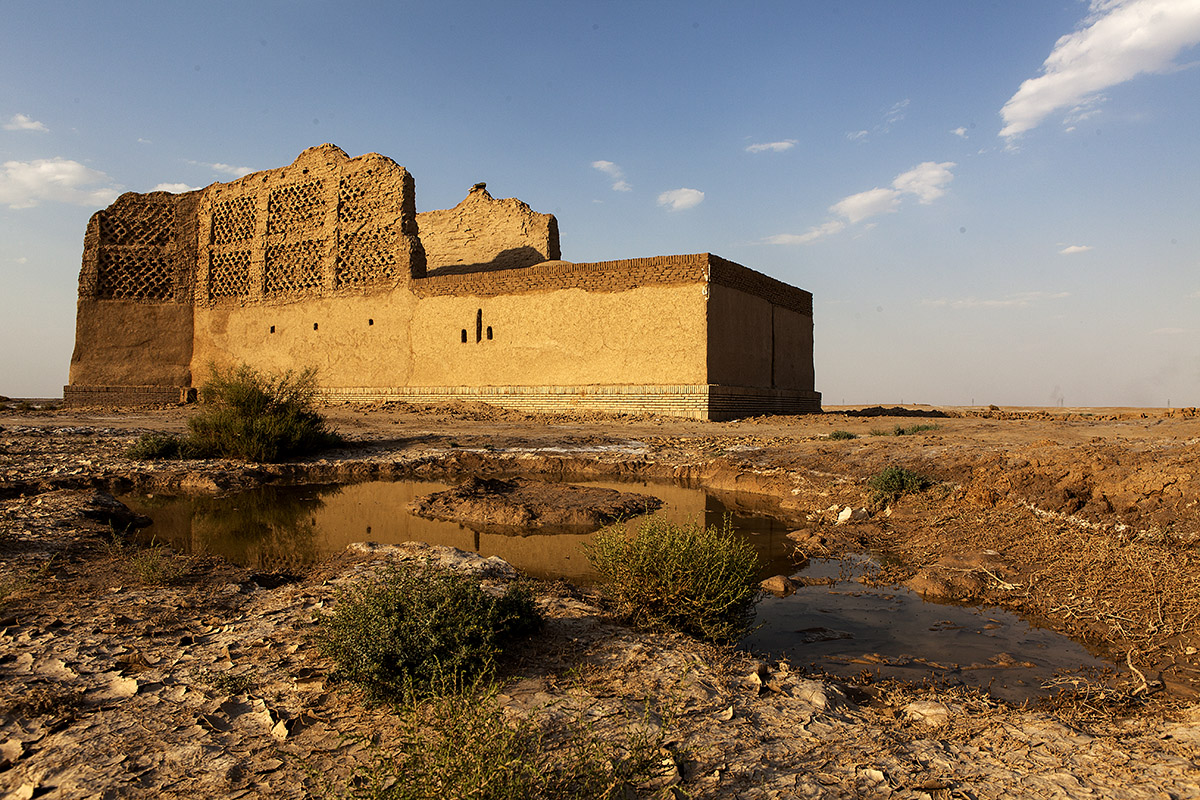
ザーボル郡に残る遺跡

## 参照項目
- スィースターン・バルーチェスターン州
- ザーブル州 - 隣接するアフガニスタンの州
- シスタン盆地 (Sistan Basin) - アフガニスタンとイランにまたがる低地